# 亞美尼亞禮天主教布宜諾斯艾利斯納萊克的聖額我略教區
亞美尼亞禮天主教布宜諾斯艾利斯納萊克的聖額我略教區（拉丁語：Eparchia Sancti Gregorii Narekiani Bonaërensis Armenorum）是阿根廷一個東儀天主教教區（亞美尼亞禮），直屬教廷。
教區成立於1981年6月3日。2009年有一名司鐸、一個堂區、16,000名教友。現任教區主教為瓦爾丹·博戈西安。